# Croix du combattant volontaire de la Résistance
La croix du combattant volontaire de la Résistance est une décoration française créée après la Seconde Guerre mondiale.
Comme pour la croix du combattant, ce sont les titulaires d'une carte spécifique qui sont autorisés à porter cette décoration. Il s'agit de la carte du combattant volontaire de la Résistance, dite « carte verte » en raison de sa couleur.

## Histoire
La détermination et la reconnaissance de la qualité de combattant volontaire de la Résistance sont initialement définis par la loi du 15 mai 1946. Cette loi dispose, dans son article 3, que les combattants dont la qualité aura été reconnue auront droit d'une part à la délivrance d'une carte attestant de leur qualité d'autre part au port d'une médaille commémorative, suivant des modalités fixées par un règlement d'administration publique publié dans les trois mois . Aucun décret d'application ni règlement d'administration publique ne semble avoir été publié avant que ce texte initial soit modifié par une nouvelle loi du 25 mars 1949, définissant des conditions nettement élargies pour accéder au statut de combattant volontaire de la Résistance  . La possibilité d'attribution d'une médaille y est à nouveau inscrite mais il faut attendre une loi du 15 avril 1954 pour que tout titulaire de la carte du combattant volontaire de la Résistance ait automatiquement le droit de porter la croix du combattant volontaire de la Résistance .

## Conditions d'attribution
Le port de la croix du combattant volontaire de la Résistance est accordé exclusivement aux titulaires de la carte du combattant volontaire de la Résistance (CCVR), dite aussi « carte verte ».
Pour se voir attribuer par le ministère la carte du combattant volontaire de la Résistance (CCVR), il faut remplir au moins une des 4 conditions suivantes :
- Avoir appartenu pendant au moins 90 jours et impérativement avant le 6 juin 1944, à l'une des organisations suivantes : soit aux Forces françaises de l'intérieur (FFI) ; soit à une organisation homologuée des Forces françaises combattantes c’est-à-dire à un réseau de résistance (FFC) ; soit à un mouvement de Résistance intérieure homologué (RIF) ; soit aux Force françaises libres (FFL).
- Avoir été exécuté, tué ou blessé dans des conditions ouvrant droit à une pension militaire d'invalidité ou de décès, à la condition exclusive que cette mort ou cette blessure ait eu pour cause une activité de résistance contre l’Occupant.
- Avoir été déporté en camp de concentration ou interné en prison, exclusivement pour faits de résistance (DIR). Pour les internés, une durée de détention d’au moins 90 jours est exigée. Cette durée n’est pas exigée pour les internés morts durant leur détention ni pour ceux qui se sont évadés de leur prison[5].

- En outre, à titre exceptionnel, la qualité de « combattant volontaire de la Résistance » peut être reconnue, sur avis favorable d’une commission nationale, aux personnes qui, bien que n'ayant pas appartenu aux organisations mentionnées ci-dessus (FFI, FFC RIF, FFL), apportent la preuve qu'elles ont accompli régulièrement des actes caractérisés de résistance pendant 90 jours au moins et impérativement avant le 6 juin 1944.

Par la loi du 4 janvier 1993, le nombre de 90 jours nécessaires a été ramené à 80 jours. Par ailleurs, pour tenir compte de la libération plus tardive des départements de l'Est, le ministère ne retient pas la date du 6 juin 1944 mais fixe comme suit les dates jusqu'auxquelles les services de Résistance peuvent être pris en compte : Bas-Rhin : 15 mai 1945 ; Haut-Rhin : 10 février 1945 ; Moselle : 13 avril 1945. 
A noter que la possession de la médaille de la Résistance française ou de la croix de guerre 1939-1945 pour faits de résistance n'est pas suffisante pour recevoir la croix du combattant volontaire de la Résistance. En effet, la croix du combattant volontaire de la Résistance récompense une durée minimale d'engagement de 90 jours dans la Résistance impérativement avant le 6 juin 1944. Tandis que la médaille de la Résistance française récompense un mérite particulier, une action d'éclat, accomplis avant ou après le 6 juin 1944. Idem pour la croix de guerre 1939-1945 qui récompenserait une action d'éclat accomplie dans le cadre de la Résistance, avant ou après le 6 juin 1944. C'est ainsi que de nombreuses personnes se sont vues attribuer la médaille de la Résistance française ou la croix de guerre 1939-1945 pour un acte de résistance, mais refuser la croix du combattant volontaire de la Résistance faute de posséder les fameux 90 jours accomplis avant le 6 juin 1944.
Le Code des pensions militaires d'invalidité et des victimes de guerre en vigueur au 1er janvier 2017 traite également dans sa partie réglementaire à l'article R352-1 de la Croix du combattant volontaire de la Résistance.

## La question du «titre de guerre»
Si la croix du combattant volontaire de la Résistance peut dans certaines conditions s’assimiler à un titre de guerre lors de l’étude des dossiers de candidature à l’un des ordres nationaux — Légion d’honneur et ordre du Mérite — ainsi qu’à la médaille militaire, elle n’en possède toutefois pas la nature. Ce point a été précisé et éclairci en 1993 dans une réponse du ministère de la Défense à la suite d'une question écrite de Pierre Mauroy, alors sénateur : « Le décret no 90-1104 du 6 décembre 1990 fixant les contingents de croix de la Légion d'honneur pour la période du 1er janvier 1991 au 31 décembre 1993 assimile la croix du combattant volontaire de la Résistance à un titre de guerre dans l'appréciation des conditions que les anciens combattants de la guerre 1939-1945 doivent réunir pour pouvoir solliciter l'attribution du grade de chevalier de la Légion d'honneur au titre du second conflit mondial. En effet, ce décret précise que les anciens combattants de la guerre de 1939-1945, médaillés militaires, doivent être titulaires soit de plus de trois blessures ou citations, soit de trois blessures ou citations accompagnées notamment de la croix du combattant volontaire de la Résistance. Ainsi est justement prise en compte l'attitude courageuse ou déterminante de certains de nos compatriotes dans le second conflit mondial. Toutefois, la décoration qui leur est attribuée par le ministère des anciens combattants et victimes de guerre au vu de simples témoignages ne peut constituer un titre de guerre que sont ou des citations récompensant des actions d'état caractérisées, ou des blessures de guerre, ou la croix du combattant volontaire attribuée à la suite d'un engagement dans une unité définie comme combattante. Il est à noter que pour la période de référence, le contingent de croix de la Légion d'honneur mis à la disposition du ministre de la défense peut, dans la limite de 20 p. 100, permettre de récompenser d'anciens résistants particulièrement valeureux. »

## Nombre de décorés
Au total, 263 000 personnes environ ont rempli l’une au moins des 4 conditions susmentionnées et ont été homologuées officiellement par le Ministère des Anciens combattants en tant que « combattants volontaires de la Résistance » (CVR).
Sur ces 263 000, on compte : 
- Résistance intérieure : 205 000 membres homologués RIF, FFC, FFI ou DIR[11].
- Résistance extérieure : 58 000 membres homologués. Parmi les 58 000 membres de la Résistance extérieure, on dénombre 52 000 membres des FFL, mais aussi des prisonniers de guerre en Allemagne ayant accompli des actes de résistance ; des personnes ayant appartenu à la Résistance dans les départements ou pays d’outre-mer ; ou encore en territoire étranger occupé par l’ennemi[12]. La Croix du combattant volontaire de la Résistance a également été attribuée, sous certaines conditions, aux évadés de France[13].

Seuls ces 263 000 résistants dûment homologués RIF, FFC, FFI, FFL ou DIR, et ayant servi au moins 90 jours dans la Résistance impérativement avant le 6 juin 1944, ont droit au port de la Croix du combattant volontaire de la Résistance.

## Caractéristiques
Le ruban d'une largeur de 36 mm et de couleur noire, avec à chaque extrémité une bande rouge, est traversé verticalement de quatre bandes vertes dont deux placées au milieu, les deux autres vers le bord. La médaille est une croix en bronze doré de 36 mm, avec d'un côté une croix de Lorraine en relief et de l'autre l'inscription « COMBATTANT VOLONTAIRE RESISTANCE ».